# Heliophorus belenus
Heliophorus belenus är en fjärilsart som beskrevs av Jacob Hübner 1862. Heliophorus belenus ingår i släktet Heliophorus och familjen juvelvingar. Inga underarter finns listade i Catalogue of Life.